# Boulay-Moselle

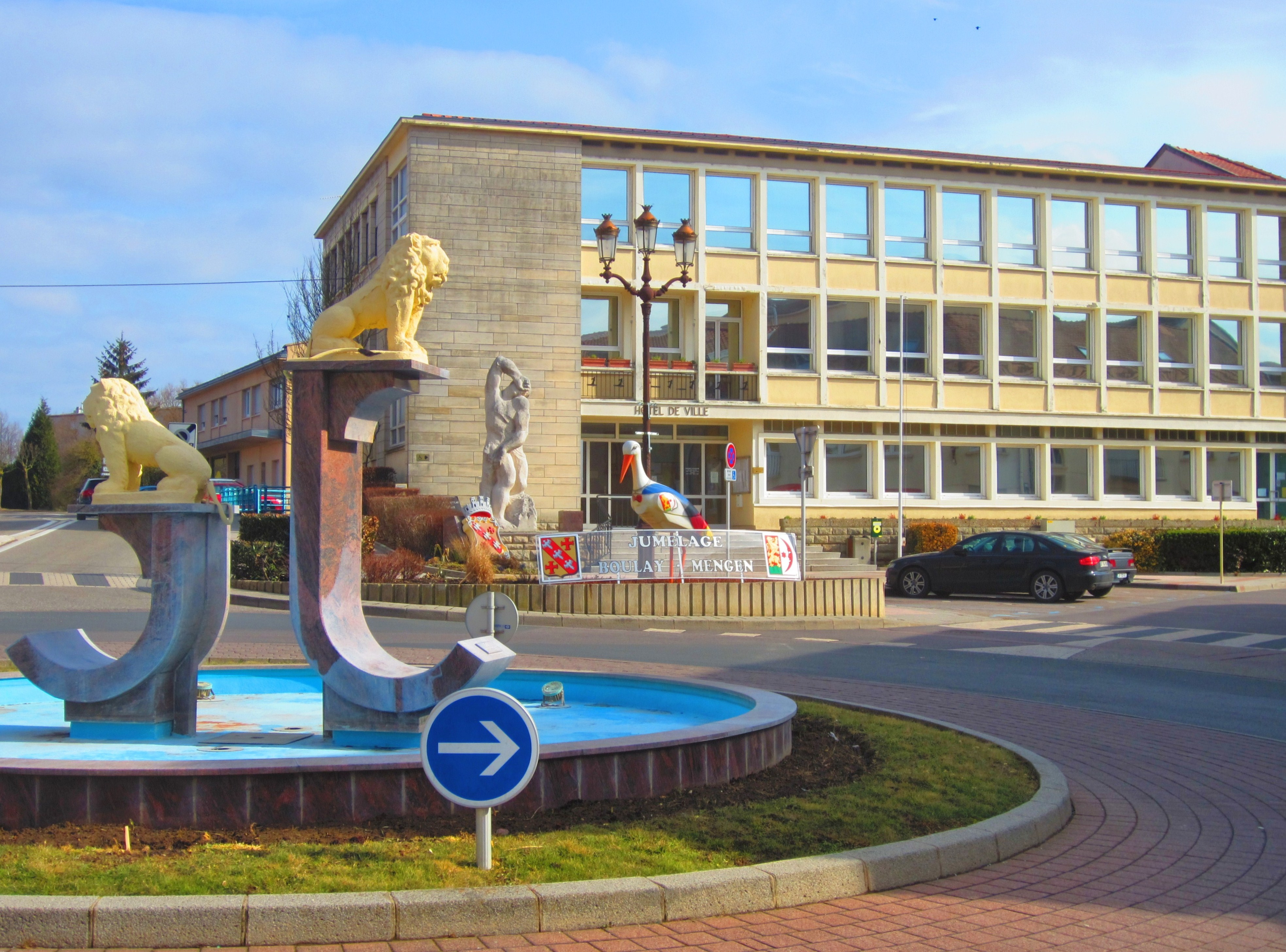
Rathaus (Hôtel de ville)

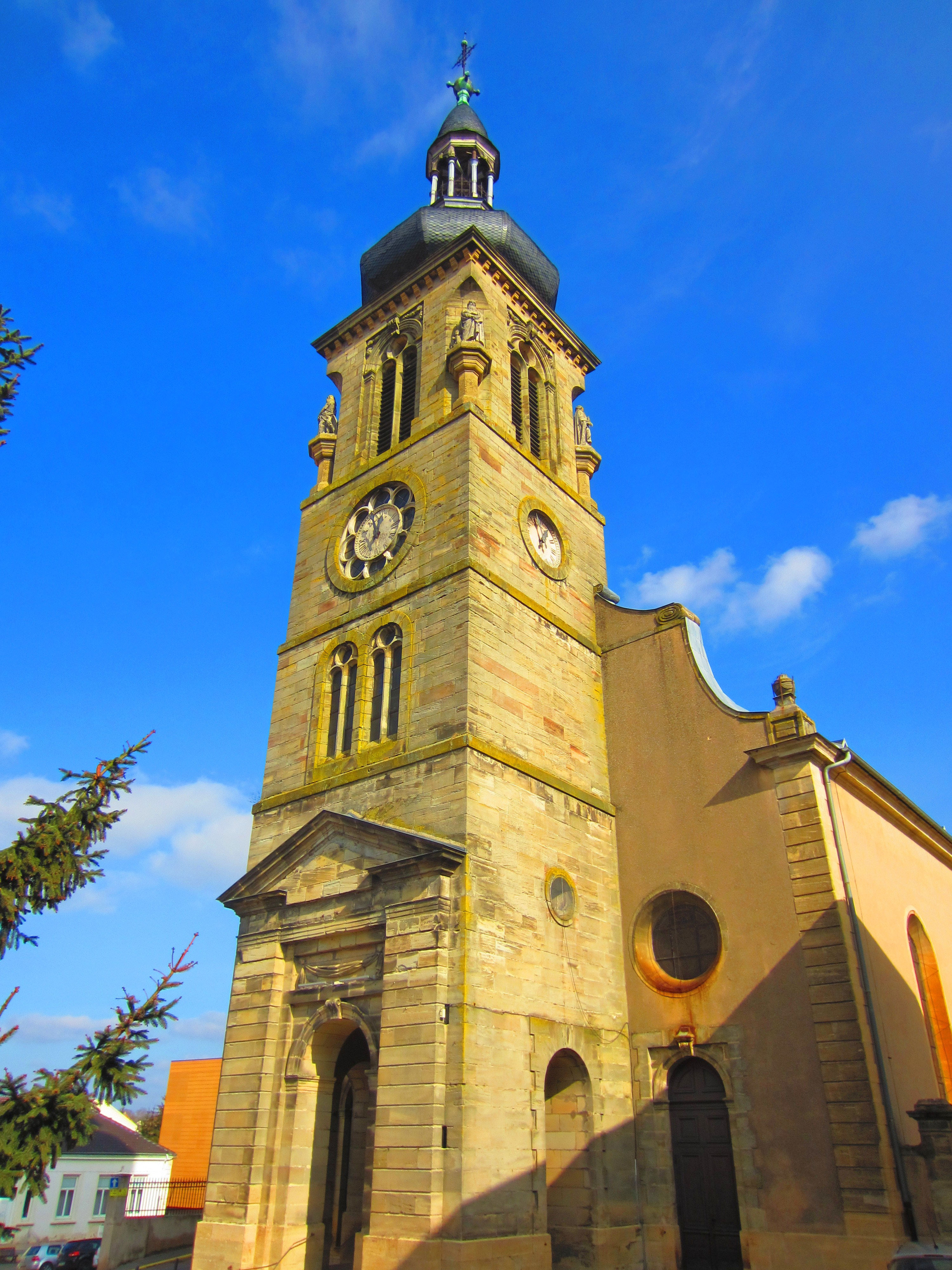
Kirche St. Étienne

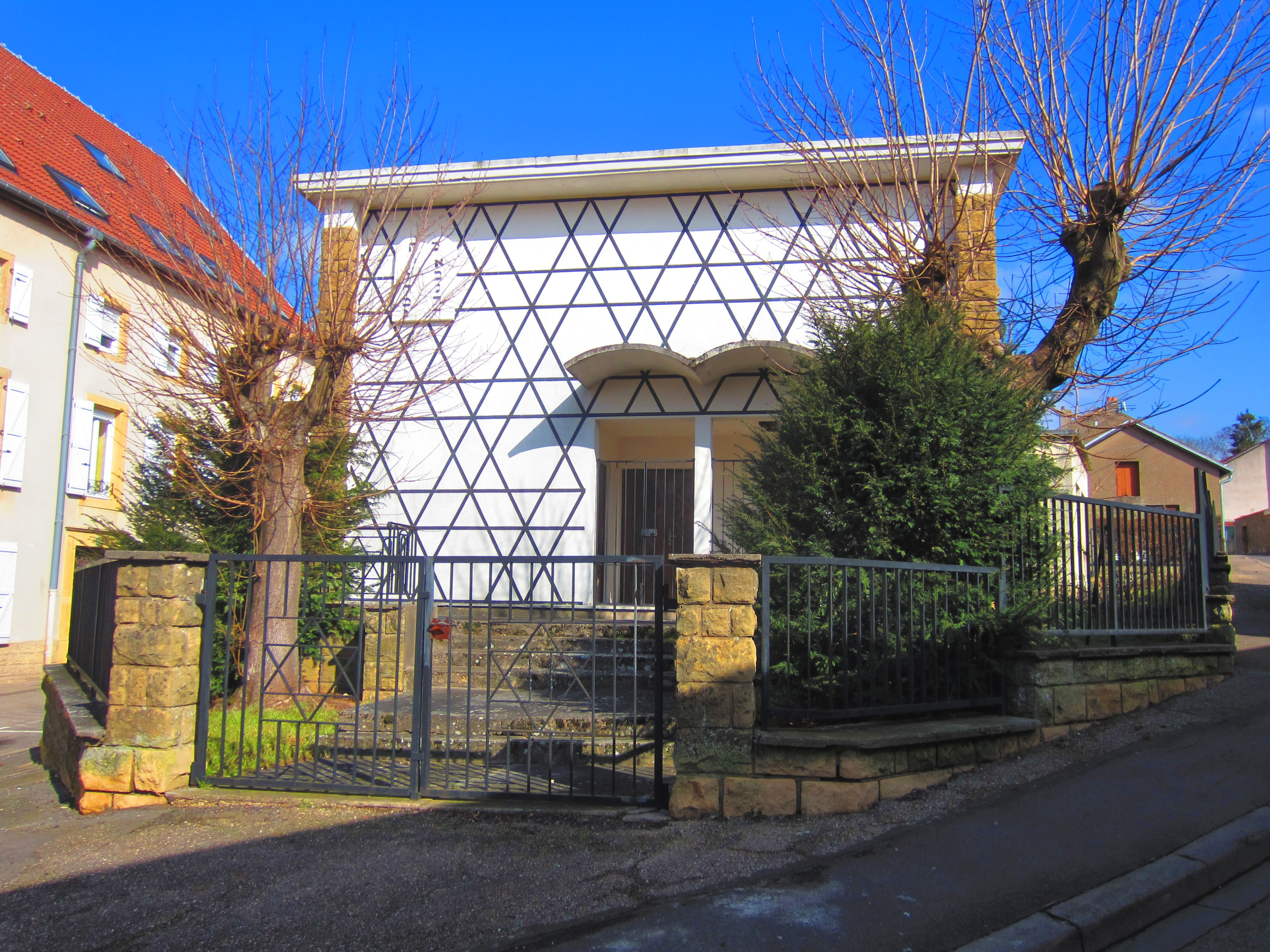
Synagoge in Boulay

Boulay-Moselle (kurz Boulay, deutsch Bolchen) ist eine französische Stadt mit 5479 Einwohnern (Stand 1. Januar 2022) im Département Moselle in der Region Grand Est, in deren Teilgebiet Lothringen. Sie ist Hauptstadt des Kantons Boulay-Moselle und liegt seit 2015 im Arrondissement Forbach-Boulay-Moselle. Die Einwohner Boulays nennen sich Boulageois. Traditionell lothringisch-deutsche Spitznamen sind Rachborn oder Ratschborn, was Brunnen der Geschwätzigkeit bedeutet. auch „Bolcher Saaslecker“.

## Geographie
Die Kleinstadt liegt östlich des Niedtales am Kaltbach, 26 Kilometer ostnordöstlich von Metz, etwa auf halbem Weg zwischen Metz und Saarlouis.
Seit 1973 gehört das drei Kilometer südsüdöstlich des Kernortes auf einer Hochebene gelegene kleine Kirchdorf Halling-lès-Boulay (deutsch Hallingen) zu Boulay-Moselle.

## Geschichte
Der Ort wurde im Jahre 1184 erstmals als Bollei, dann 1293 als Bolke, 1487 als Bolchen und 1576 als Bolichen erwähnt. Nach dem Ort nannten sich Anfang des 13. Jahrhunderts die Herren von Bolchen. 1321 erhielt Bolchen Stadtrechte. Die Stadt lag auf dem Territorium des Heiligen Römischen Reichs und gehörte seit 1503 zum Herzogtum Lothringen;  seit 1614 war sie Sitz einer Grafschaft. Im Jahr 1635 wurden die Befestigungen der Stadt von den Franzosen geschleift.  Im Jahr 1766  wurde die Stadt zusammen mit dem Herzogtum Lothringen von Frankreich  annektiert. Das Schloss – errichtet anstelle einer mittelalterlichen Burg – ist während der Französischen Revolution untergegangen. Im Jahr 1861 hatte Bolchen 2968 Einwohner.
Wie die anderen Gemeinden des Départements Moselle kam Boulay 1871 gemäß dem Vorfrieden von Versailles (Art. 1) von Frankreich zurück an Deutschland.  Unter dem amtlichen Namen Bolchen wurde die Stadt Verwaltungssitz des Kreises Bolchen im Bezirk Lothringen des  Reichslandes Elsaß-Lothringen. Um 1900 hatte Bolchen eine evangelische Kirche, eine katholische Kirche, eine Synagoge, eine Oberförsterei und war Sitz eines Amtsgerichts.
Nach dem Ersten Weltkrieg musste Bolchen aufgrund der Bestimmungen des Versailler Vertrags an Frankreich abgetreten werden. Während des Zweiten Weltkriegs stand die Stadt bis Herbst 1944 wie das gesamte CdZ-Gebiet Lothringen unter deutscher Verwaltung. Während der Kämpfe gegen Kriegsende im November 1944 wurde der Ort weitgehend zerstört.

### Demographie
| Jahr | Einwohner | Anmerkungen |
| ---- | --------- | --- |
| 1861 | 2968      | [ 6 ] |
| 1866 | 2870      | [ 7 ] |
| 1871 | 2499      | in 484 Häusern, darunter 71 Protestanten und 191 Juden                                                              |
| 1872 | 2592      | am 1. Dezember, in 484 Häusern;                                                                                     |
| 1880 | 2668      | am 1. Dezember, auf einer Fläche von 1712 ha, in 457 Häusern, davon 2330 Katholiken, 155 Evangelische und 182 Juden |
| 1890 | 2281      | [ 6 ] |
| 1895 | 2133      | am 2. Dezember |
| 1900 | 2137      | meist katholische Einwohner                                                                                         |
| 1905 | 2202      | [ 6 ] |
| 1910 | 2218      | am 1. Dezember |

Das 1973 eingemeindete kleine Bauerndorf Halling-lès-Boulay (Hallingen)  hatte im Jahr 1871 eine Flächengröße von 229 Hektar und 24 Häuser mit 97 meist römisch-katholischen Einwohnern. 1910 wurden 75 Einwohner gezählt.
| Anzahl Einwohner seit Ende des Zweiten Weltkriegs | Anzahl Einwohner seit Ende des Zweiten Weltkriegs | Anzahl Einwohner seit Ende des Zweiten Weltkriegs | Anzahl Einwohner seit Ende des Zweiten Weltkriegs | Anzahl Einwohner seit Ende des Zweiten Weltkriegs | Anzahl Einwohner seit Ende des Zweiten Weltkriegs | Anzahl Einwohner seit Ende des Zweiten Weltkriegs | Anzahl Einwohner seit Ende des Zweiten Weltkriegs | Anzahl Einwohner seit Ende des Zweiten Weltkriegs |
| ------------------------------------------------- | ------------------------------------------------- | ------------------------------------------------- | ------------------------------------------------- | ------------------------------------------------- | ------------------------------------------------- | ------------------------------------------------- | ------------------------------------------------- | ------------------------------------------------- |
| Jahr                                              | 1962                                              | 1968                                              | 1975                                              | 1982                                              | 1990                                              | 1999                                              | 2007                                              | 2019                                              |
| Einwohner                                         | 2985                                              | 3314                                              | 3830                                              | 4336                                              | 4422                                              | 4374                                              | 4711                                              | 5580                                              |

## Sehenswürdigkeiten
In der Kirche St. Étienne (ehemalige Stiftskirche aus dem 18. Jahrhundert) befindet sich eine berühmte Orgel aus der nahen Zisterzienserabtei Villers-Bettnach, die 1729 von Joseph Le Picard gebaut wurde.
Die jüdische Gemeinde Boulay-Moselle errichtete im Jahr 1952 eine neue Synagoge an Stelle eines zerstörten neoromanischen Vorgängerbaus von 1854. Im Ort besteht ebenfalls ein jüdischer Friedhof.
Die Banlieue Saint-Jean, ein ehemaliges Wohngebiet für Militärs, ist international als „Geisterstadt Boulay“ bekannt. Die Geheimniskrämerei der Behörden und der Polizei machen den Platz zu einem Wallfahrtsort für „Geisterjäger“.

## Spezialitäten
- Makronen von Boulay

## Städtepartnerschaft
Am 4. Juni 2006 konnte Boulay eine 40-jährige aktive Partnerschaft mit der oberschwäbischen Stadt Mengen feiern.

## Persönlichkeiten
- Kaspar von Niedbruck (1525–1557), Diplomat im Dienst von Ferdinand I. und Maximilian II. sowie reformatorisch gesinnter Humanist
- Charles von Villers (1765–1815), Offizier und Philosoph
- Frédéric de Villers (1770–1846), Professor
- Etienne Dalstein (1834–1900), Orgelbauer
- Julius Joseph Neumann (1836–1895), Priester und Abgeordneter des Deutschen Reichstags
- Alexis Weber (1862–1942), Bankier, Politiker, Mitglied des Landtags des Reichslandes Elsaß-Lothringen
- Robert Schuman (1886–1963), Politiker, lebte 1910 in Boulay
- Julien Schvartz (1925–2014), Artz und Politiker, geboren in Bouzonville, Bürgermeister von Boulay (1959–1992), Abgeordneter von Mosel (zuständig für den „Plan Schvartz“, nach der Ölkrise von 1973). Vorsitzender des Generalsrats Mosels.
- Bernard Aubertin (* 1952 in Boulay), Orgelbauer
- Daniel Hestroffer  (* 1955 in Boulay), Ingenieur und Astronom. Sein Name wurde einem der größten Asteroiden im Gürtel zwischen Mars und Jupiter gegeben.
- Isabelle Wendling (* 1971 in Boulay), „Handballspielerin aller Rekorde“. Weltmeisterin 2003. 338 Länderspiele in der französischen Nationalmannschaft. 15 französische Meistertitel (mit Metz Hand-ball). Das Gymnasium in Boulay trägt seinen Namen.